# Chorebus vernalis
Chorebus vernalis är en stekelart som beskrevs av Griffiths 1968. Chorebus vernalis ingår i släktet Chorebus och familjen bracksteklar. Inga underarter finns listade i Catalogue of Life.